# Diadromus rubicundus
Diadromus rubicundus är en stekelart som först beskrevs av Berthoumieu 1895.  Diadromus rubicundus ingår i släktet Diadromus och familjen brokparasitsteklar. Inga underarter finns listade i Catalogue of Life.